# Bouguer (cráter marciano)
Este artículo es sobre el cráter marciano; para el cráter lunar, ver Bouguer (cráter).
Bouguer es un cráter de impacto en el cuadrángulo del Sinus Sabaeus de Marte, de coordenadas 18,7° S y 332,8° W. Su diámetro es de 107 km, y debe su nombre a Pierre Bouguer, físico e hidrógrafo francés (1698-1758).
Cuando un cometa o asteroide colisiona con la superficie de Marte con velocidades elevadas crea un cráter de impacto. Las capas de los cráteres son visibles con el dispositivo HiRISE (High Resolution Imaging Science Experiment) tal como se puede apreciar en las imágenes adjuntas. Estas capas pueden ser formadas por distintos procesos. En la Tierra, las capas superiores de roca son a menudo formadas bajo un lago u otra masa de agua. Sin embargo, en Marte muchas capas pueden estar formadas por la acción de las aguas subterráneas.

## Estratificación del terreno

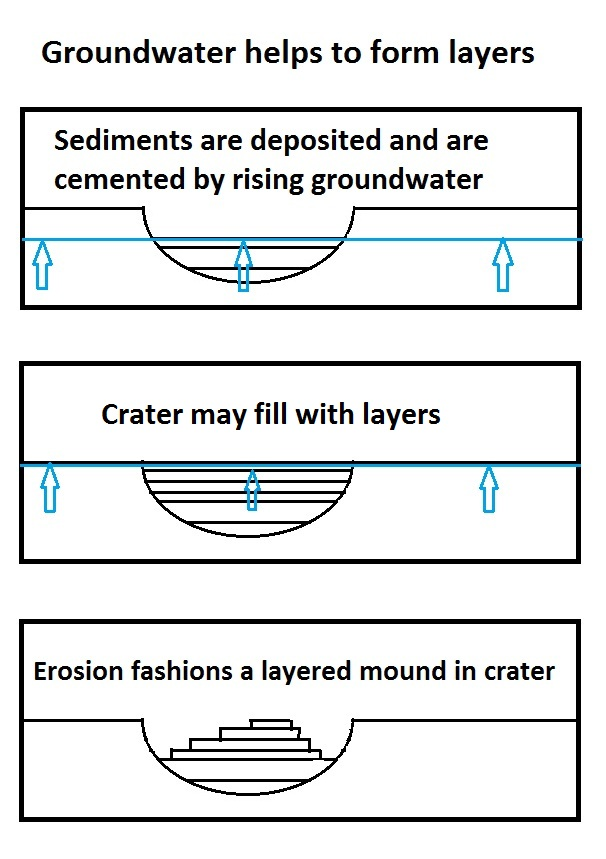
Los estratos pueden ser formados por el agua subterránea que fluyen en superficie depositando minerales y cementando sedimentos. Las capas endurecidas son consiguientemente más resistentes a la erosión. Este proceso puede ocurrir en vez de las capas que se forman bajo lagos como en la Tierra.

Algunas ubicaciones del planeta rojo muestran grupos de rocas estratificadas. Los estratos de roca se presentan bajo las capas resistentes de los pedestales de los cráteres, en la plataforma de muchos cráteres de impacto grandes, y especialmente en el área denominada Arabia. Curiosamente, en algunos lugares las capas spsrecen colocadas con patrones regulares. Se ha sugerido que los estratos pudieron ser formados por volcanes, por el viento, o por depósitos en el fondo de antiguos lagos o mares. Sin embargo, los cálculos y las simulaciones efectuadas muestran que las zonas donde mana el agua subterránea con minerales disueltos coinciden con las ubicaciones con capas de roca abundantes. Según estas ideas, los cañones profundos y los cráteres grandes recibirían el agua que proviene del subsuelo. Muchos cráteres en el área de Arabia de Marte contienen grupos de estratos. Algunas de estas capas pueden haber resultado de cambios de clima. La inclinación del eje de rotación de Marte ha cambiado repetidamente en la antigüedad, con variaciones grandes en ocasiones. Debido a estas variaciones de clima, en tiempos la atmósfera de Marte pudo ser mucho más gruesa y contener más polvo. La cantidad del polvo atmosférico también ha aumentado y decrecido. Se cree que estos cambios frecuentes ayudaron a depositar materiales en los cráteres y en otros lugares bajos. El flujo de agua mineralizada desde el subsuelo cementó estos materiales. El modelo también pronostica que después de que un cráter se rellena de rocas estratificadas; se forman capas adicionales en el área alrededor del cráter. Igualmente, el modelo pronostica que las capas también pueden haberse formado en las regiones situadas entre cráteres; capas de estratos en estas regiones han sido observadas.
Las capas pueden ser endurecidas por la acción del agua subterránea. El agua del subsuelo de Marte probablemente recorre en su interior centenares de kilómetros, y en el proceso disuelve muchos minerales al pasar a través de las rocas. Cuando esta agua fluye en áreas bajas que contienen sedimentos, se evapora en la delgada atmósfera y deja láminas de minerales en forma de depósitos y/o agentes cementantes. Consiguientemente, las capas de polvo no son fácilmente erosionables después mientras permanecen juntas por la cementación. En la Tierra, las aguas ricas en minerales a menudo se evaporan formando grandes depósitos de varios tipos de sales y de otros minerales. A veces el agua fluye a través de acuíferos en la Tierra, y se evapora en superficie tal y como se ha supuesto para Marte. Una ubicación donde esto ocurre en la Tierra es en la Gran Cuenca Artesiana de Australia. En la Tierra, la dureza de muchas rocas sedimentarias, como las areniscas, es en gran parte debida al cemento depositado por el agua pasando a través de arenas silíceas.

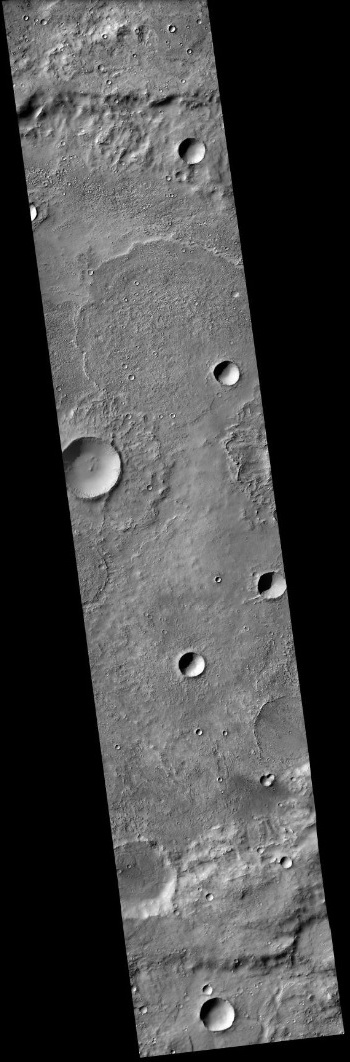
Cráter marciano Bouguer, visto por las cámaras CTX (Orbitador de Reconocimiento de Marte).
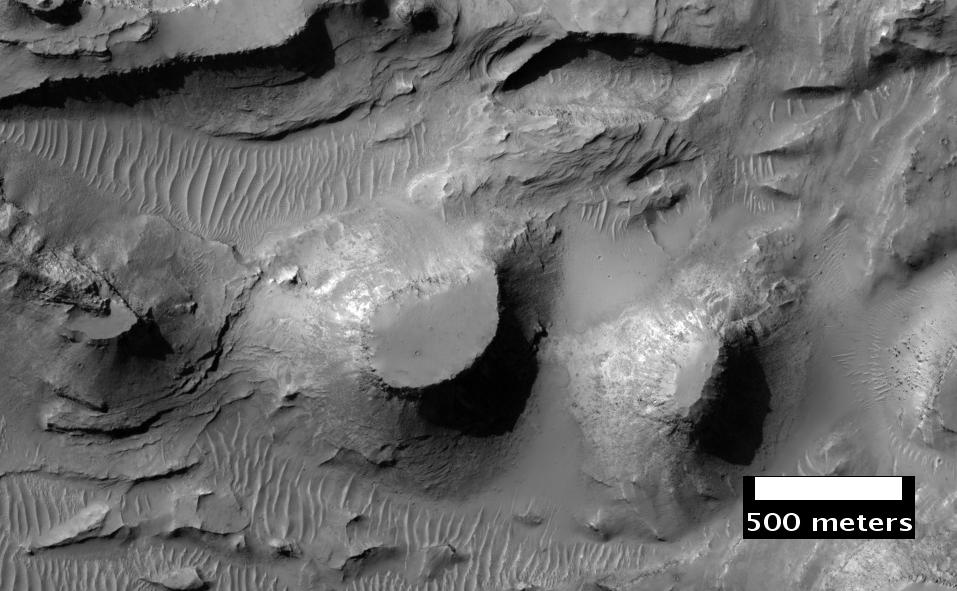
Erosión de los estratos bajos en el Cráter Bouguer (imagen del HiRISE). Esta imagen es de una parte diferente del cráter que muestra la imagen de la derecha.

## Lectura recomendada
- Grotzinger, J. and R. Milliken (eds.). 2012. Sedimentary Geology of Mars. SEPM.

- Datos: Q2921588
- Multimedia: Bouguer (Martian crater) / Q2921588